# Елбертон (Ајова)
Елбертон (енгл. Elberon) град је у америчкој савезној држави Ајова. По попису становништва из 2010. у њему је живело 196 становника.

## Демографија
Према попису становништва из 2010. у граду је живело 196 становника, што је -49 (-20.0%) становника више него 2000. године.
| Група             | 2000.       | 2010.       |
| Белци             | 232 (94,7%) | 189 (96,4%) |
| Афроамериканци    | 0 (0,0%)    | 0 (0,0%)    |
| Азијати           | 0 (0,0%)    | 1 (0,5%)    |
| Хиспаноамериканци | 11 (4,5%)   | 5 (2,6%)    |
| Укупно            | 245         | 196         |